# Louis Dromard
Louis Dromard est un commandant militaire et un militant de l'Action française, né le 15 juin 1878 à Besançon et mort le 1er mai 1950 à Marseille.

## Biographie
Fils d’un monteur de boîtiers de montres, il fait ses études chez les Eudistes qui dirigeaient le collège catholique de Besançon. Il entre en 1898 à l'école spéciale militaire de Saint-Cyr et en sort lieutenant en 1900. En 1903, il démissionne car il se voit offrir une situation de courtier en graines oléagineuses dans le grand port méditerranéen. Il s'installe dès lors dans le Sud de la France et s'associe avec un dénommé Devos. Il se maria et eut sept enfants dont deux morts en bas âge. Lors de la Première Guerre mondiale, il est mobilisé en tant que capitaine d’infanterie de réserve. Il revient de la guerre avec une blessure, la Croix de guerre et le grade de commandant. De 1919 à 1945, il est le pilier de l’Action française en Provence. Il préside la section marseillaise de l'Action française dans les années 1920.
Dans les années 1930, il préside une section corporative liée à l'Action française locale.

## Distinctions
- Officier de la Légion d'honneur (1939)[5], chevalier (1920)
- Croix de guerre 1914–1918